# Município de Brown (condado de Carroll, Ohio)
Localização do Ohio nos E.U.A.
O município de Brown (em inglês: Brown pickoparado Township) é um local localizado no condado de Carroll no estado estadounidense de Ohio. No ano 2010 tinha uma população de 7935 habitantes e uma densidade populacional de 71,53 pessoas por km².

## Geografia
O município de Brown encontra-se localizado nas coordenadas 40° 41′ 13″ N, 81° 09′ 51″ O. Segundo a Departamento do Censo dos Estados Unidos, o município tem uma superfície total de 110.93 km², da qual 108,8 km² correspondem a terra firme e (1,92 %) 2,13 km² é água.

## Demografia
Segundo o censo de 2010, tinha 7935 pessoas residindo no município de Brown. A densidade de população era de 71,53 hab./km².